# August Heinrich Peter Wohlert
August Heinrich Peter Wohlert (* 8. Mai 1824 in Lübeck; † 1. März 1900 ebenda) war ein deutscher Kaufmann und Abgeordneter der Lübecker Bürgerschaft.

## Leben

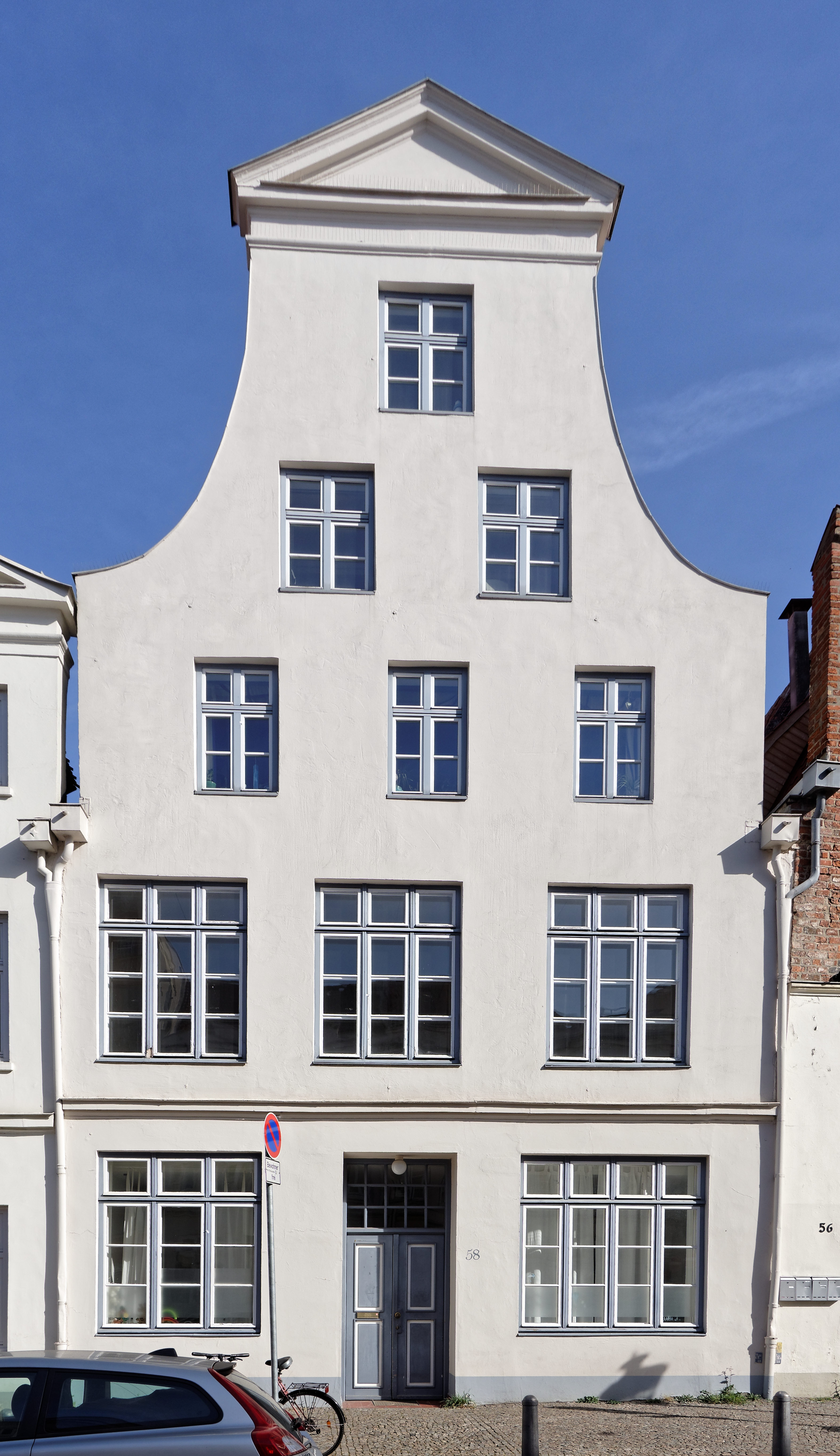
Engelsgrube 58, Wohn- und Geschäftshaus von August Heinrich Peter Wohlert

Wohlert stammte aus einer Lübecker Kaufmannsfamilie, die seit 1781 in der Engelsgrube 58 (alte Hausnummer: untere Engelsgrube MMQ 623), einem alten Brauhaus, ansässig war und Handel nach Skandinavien betrieb.
1838 trat er als Lehrling in das Geschäft von Schlick & Eckmann ein, dessen Inhaber Konsul Weber war. Später war er für das Geschäft als Kommis und als reisender Vertreter tätig. 1853 erwarb er die Eisen- und Kurzwarenhandlnng von Grotjan & Co., die er unter der Firma Grotjan & Co. Nachfolger bis 1869 gemeinsam mit H. W. Dittmer und dann als alleiniger Inhaber leitete. 1846 war er in St. Petersburg, später unternahm er gelegentlich kürzere Reisen durch Deutschland und bis in die Schweiz. Seine Geschäftsreisen aber führten ihn von 1847 an fast alljährlich nach Dänemark, wohin er Eisen- und Stahlwaren aus dem Ruhrgebiet exportierte.
1853 wurde er in das Kollegium der Schonenfahrer aufgenommen; im selben Jahr wurde er Gründungsmitglied der Lübecker Kaufmannschaft. Mit anderen Kaufleuten trat er in einer Petition an den Senat früh für den Anschluss Lübecks an den Deutschen Zollverein ein, der am 11. August 1868 vollzogen wurde.
Im Jahre 1868 wurde Wohlert in die Handelskammer zu Lübeck gewählt, die in dieser Zeit den Vorstand der Kaufmannschaft bildete. Er hat ihr insgesamt 24 Jahre angehört: von 1868 bis 1873, 1876 bis 1881, 1885 bis 1890 und 1893 bis 1898 und war in verschiedenen Ausschüssen tätig, wie dem Kassen-Ausschuss, den Ausschüssen für Bureau, Bibliothek und Archiv, für die Dröge, die Holzwrake, den Jahresbericht, die Verwaltung der Testamente und Präbenden und die Zollangelegenheiten, in den Kommissionen für die Einrichtung einer Kaufleute-Witwen-Kasse, für die Beratung der Warenausfuhr-Statistik sowie von 1877 bis 1881 als zweiter Stellvertreter des Vorsitzenden.
Von 1869 bis 1881 war Wohlert Abgeordneter der Lübecker Bürgerschaft und gehörte 1874 bis 1876 auch dem Bürgerausschuss an. Er war Bürgerlicher Deputierter beim Departement für indirekte Steuern, von 1872 an Kirchenvorstands-Mitglied der St. Jakobi-Kirchengemeinde, von 1876 an Mitglied der Bau-Deputation, von 1885 an der Central-Armen-Deputation, von 1893 an Vorsteher der Verwaltung der von Brömbsen Testamente (Carstens Armengang, Illhorns Armenhaus, Krusen Armengang) und von 1894 an der Spar- und Anleihekasse.
Er war verheiratet mit Berta, geb. Deecke (1834–1902), einer Tochter von Ernst Deecke, Schwester von Wilhelm Deecke und Halbschwester von Hermann Deecke. Das Paar hatte zwei Söhne und zwei Töchter, darunter den Bibliothekar Heinrich Wohlert und die Pädagogin Käthe Wohlert.
Es gelang ihm nicht, sein Geschäft in jüngere Hände zu übergeben. Sein Neffe, der Geologe Wilhelm Deecke bilanzierte in seiner Autobiographie:

„Peter Heinrich Wohlert war ein sehr fleißiger, solider Kaufmann alten Schlages, aber wenig geeignet und geneigt, sich in den Wechsel der Verhältnisse zu fügen, so dass schließlich das Geschäft noch zu seinen Lebzeiten einging … Mit den Sorgen wurde Wohlert in der Familie immer tyrannischer und entzweite sich mit den Kindern.“